# Antidoping en San Cris
Albums de Antidoping
Un Lustro Inyectando Ruido Positivo
(1998) Esfuerzo Universal
(2004)
Antidoping En San Cris est album live du groupe mexicain Antidoping, sorti en 2002, enregistré lors d'un concert dans l'État du Chiapas.

## Liste des titres
- "1. Whatalife"
- "2. Chachaska (Como Haces Valer El Camino"
- "3. La Noche Coyo En La Barrio"
- "4. Rudy"
- "5. A La Vuelta De La Esquina"
- "6. Juego A Muerte"
- "7. Faya Duli"
- "8. You Better Cool"
- "9. I & I"
- "10. Roots"
- "11. Summer Time"
- "12. Lola"